# Mehteria bathysema
Mehteria bathysema är en fjärilsart som beskrevs av Diakonoff 1984. Mehteria bathysema ingår i släktet Mehteria och familjen vecklare. Inga underarter finns listade i Catalogue of Life.